# Ter Aar
Pour les articles homonymes, voir Aar.

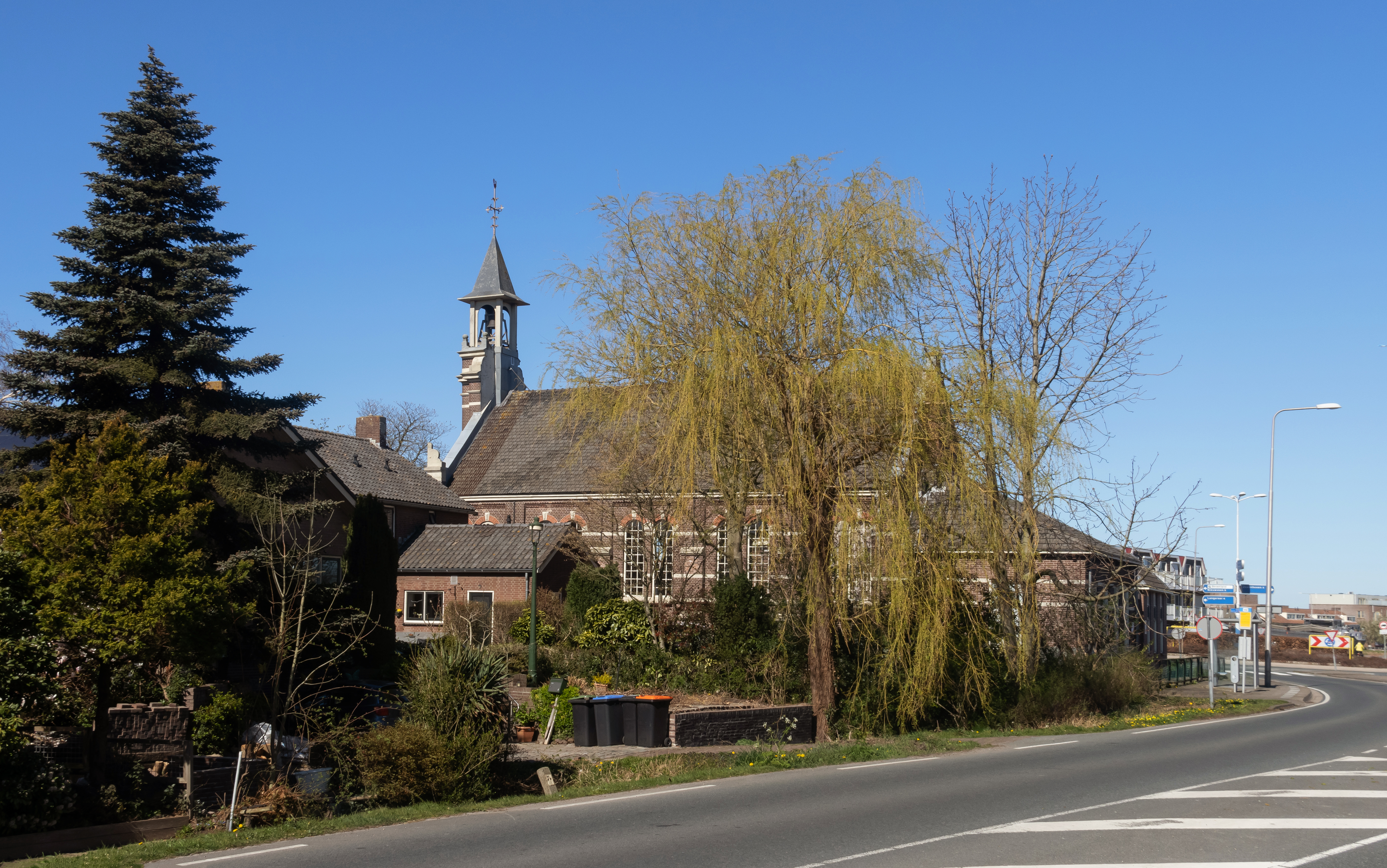
Ter Aar, l'église protestante

Ter Aar est un village de la commune néerlandaise de Nieuwkoop, dans la province de la Hollande-Méridionale. Le 1er janvier 2006, le village comptait 9 007 habitants.
Ter Aar fut une commune indépendante jusqu'à son rattachement à Nieuwkoop, le 1er janvier 2007.